# Vanilla Ice (personaje)
Vanilla Ice (también conocido como Cool Ice) (ヴァニラ・アイス, Vanira Aisu) es un antagonista presente en la serie de JoJo's Bizarre Adventure: Stardust Crusaders.
Vanilla Ice es un vampiro creado por DIO y considerado por este como el más peligroso de sus subordinados.

## Apariencia
Un hombre muy alto y musculoso, Vanilla Ice tiene cabello ligeramente ondulado largo hasta la base del cuello. Lleva dos pendientes metálicos en forma de corazón, y un accesorio de cabeza ligero llevando un corazón cruzando sobre su frente.
Su atuendo consiste en un chaleco de piel oscura de cuello ancho y abierto, encima de un leotardo de manga larga. A través de su hombro derecho lleva una correa metálica conectada a un corazón grande sobre su pecho derecho y las letras "VI". Hay un corazón más pequeño en la base de su abdomen, asegurado por una venda alrededor de su cintura que actúa como un cinturón. Con las piernas descubiertas, viste botas oscuras de mediana altura. En el manga original, también usa guantes mientras que no es así en la adaptación del anime.
En la adaptación OVA y el videojuego JoJo's Bizarre Adventure: All-Star Battle, el leotardo de Vanilla Ice es sin mangas y además tiene brazaletes.

## Personalidad
Vanilla Ice es definido por su lealtad fanática y única hacia DIO. Cuando DIO cuenta que tal vez quiera sangre para "curarse", Vanilla Ice usa su Stand para cortar su propia cabeza y llenar una urna con su propia sangre. Esto está implicado pesadamente para ser una prueba de lealtad, pues DIO revive rápidamente a Vanilla Ice como vampiro sin beber la sangre ofrecida.
Aunque Vanilla Ice es normalmente un individuo calmado, razonable y controlado, se deja llevar por una rabia tremenda y repentina cuando DIO es despreciado en cualquier manera o forma. Cuando Iggy crea una imitación de arena de DIO en un intento de atacar a Vanilla Ice fuera de guardia, este último abandonó inmediatamente su Stand en favor de golpear cruelmente a Iggy hasta la muerte con sus manos y pies desnudos, afirmando que Iggy merecía una muerte más prolongada que la simple aniquilación traída por la forma vacía de Cream.
También está implícito que Vanilla Ice es algo distraído, siendo propenso a usar la forma vacía de su Stand para golpear a través de las paredes en vez de utilizar la puerta.

## Habilidades

### Stand
Cream es el Stand de Vanilla Ice. Cream es capaz de devorarse a sí mismo y puede convertirse en un vacío que devora todo lo que entra en contacto con él. Durante el uso de su poder, Cream es invulnerable, indetectable a los olores, a las corrientes de aire, invisible, y no puede ser detenido. Sin embargo, como una desventaja, Vanilla Ice y Cream no pueden ver mientras se está utilizando esta capacidad, por lo que Vanilla Ice tiene que sacar la cabeza de vez en cuando para ver el objetivo o si el ataque fue un éxito. Todo lo que el Stand devore, es llevado a una dimensión desconocida, con excepción de su usuario.

### Vampiricas
Al ser resucitado como vampiro por DIO, Vanilla Ice obtuvo un aumento en su resistencia, soportando lesiones que normalmente pueden ser fatales para un humano y un aumento brusco en sus fuerzas, dado que pudo patear cruelmente hasta la muerte a Iggy. Sin embargo, como todo vampiro, la exposición a la luz solar resulta fatal.

## Historia
Vanilla Ice es introducido por primera vez como un humano. Cuando decide probar su lealtad a DIO al suicidarse por medio de su Stand arrancándose la cabeza, vertiendo su sangre en una gran urna esperando que DIO bebiera su sangre. DIO al ver lo leal que era, decide resucitarlo como vampiro por medio de su sangre, negándose a beber la sangre ofrecida de su subordinado y le da la orden directa de eliminar a los integrantes de la familia Joestar y a sus compañeros que han penetrado en la mansión donde se oculta.
Lo primero que hace una vez recibe su misión, es asesinar con su Stand a Avdol cuando este se antepone en la trayectoria de su ataque para proteger a Polnareff e Iggy, quienes se adentraron a la sala principal a costa de perder su vida. Entonces, Vanilla les advierte a Polnareff y a su compañero que lo mejor que pueden hacer es huir porque no les dará oportunidad alguna de sobrevivir. Polnareff e Iggy comienzan a planificar la forma de derrotar a Vanilla. Polnareff logra herir a Vanilla en un hombro haciendo que este destruyera una columna con su Stand. En el transcurso de la lucha, Polnareff resulta gravemente herido perdiendo varios dedos de un pie, varios de su mano izquierda y medio muslo durante la lucha. Es entonces que ambos deciden engañar a Vanilla Ice al crear una réplica de DIO hecha de arena para atacar a Ice por sorpresa, pero este no se deja engañar y castiga brutalmente a Iggy, para luego intentar matar a Polnareff por medio de su Stand. Pero en el último segundo, Iggy salva la vida de Polnareff a costa de la suya por esforzarse al usar su propio Stand y a eso sumándose la gravedad de sus heridas. Polnareff ataca con toda sus fuerzas a Vanilla, quien no sufre daño alguno por su condición de vampiro. El francés deduce que DIO lo ha convertido en vampiro y expone a Vanilla Ice a la luz del sol, matándole finalmente y y poniendo fin a la línea de servidores vampiros de DIO.

## Otras apariciones

### OVA
Vanilla Ice aparece en los episodios de 1993 de la OVA, su única aparición en el episodio "El Guerrero del Vacío: Vanilla Ice". Sirve del mismo propósito que en el manga: Un sirviente de DIO que lucha contra Polnareff y mata a Avdol e Iggy.
En la OVA, Ice corta Iggy por la mitad y patea el cadáver del perro moribundo en una pared de ira para el perro que se atreve a desafiar a DIO.
Su muerte en la OVA difiere en gran medida del manga. En la OVA, Polnareff apuñala a Ice varias veces después de verlo asesinar a Iggy, antes de cortar la cabeza de Ice por la mitad.

### Videojuegos

#### JoJo RPG
Vanilla Ice aparece como el penúltimo jefe del juego ante DIO. Como jefe, Vanilla Ice es el segundo personaje más difícil de superar, ya que tiene una gran cantidad de salud. Usa su Stand para atacar.
La diferencia principal de la historia original es que todos los 6 héroes batallan a Ice de una vez y que no mata a Avdol e Iggy inmediatamente. En su lugar, ambos pueden permanecer vivos durante el resto del juego.

#### JoJo's Bizarre Adventure: Heritage for the Future
Vanilla Ice aparece en dos "formas" en Heritage for the Future. El primero es el personaje estándar que se puede seleccionar en el menú principal para Modo Historia o versus play, y el segundo funciona como el "sub-jefe" del juego, apareciendo antes de la batalla final con DIO.
Estas dos "formas" son más o menos idénticas en apariencia, pero la versión subjefe de Ice puede usar ataques especiales alternativos y movimientos súper que causan mucho mayor daño. Como jefe de CPU, usa el vacío de su Stand más a menudo para atacar, generalmente moviéndose en línea recta en la parte inferior de la pantalla o barriendo de arriba abajo en un arco. Sus movimientos estupendos implican movimientos más drásticos, como uno que hace un vacío-deformación alrededor como un círculo en espira, al igual que en el manga y el anime.
El Modo Historia de Vanilla Ice comienza después de la fiesta de los Joestar se ha infiltrado en la mansión de DIO en Egipto. El vampiro es capaz de eliminar a un héroe tras otro, hasta que él lucha contra Jotaro Kujo a sí mismo a la muerte. Posteriormente, Ice informa de su éxito a DIO. Según su conclusión, la sangre vampírica que transformó a Ice tomó el control completo de él después, y se convirtió en el esclavo de DIO para siempre.
Cuando otros personajes (como compañeros villanos) luchan contra él en el Modo Historia del juego, los surcos en espiral de sus ataques no están presentes en el escenario.